# Радіолокаційні перешкоди
Радіолокаційні або проти-радіолокаційні перешкоди — перешкоди, що утруднюють або порушують нормальну дію радіолокаційних станцій, керованих по радіо ракет чи інших радіолокаційних засобів. Радіолокаційні перешкоди бувають активні і пасивні, природні й штучні (організовані).
Активними природними перешкодами є грозові розряди. До активних радіолокаційних перешкод належать також явища (наприклад, іскроутворення, випромінювання), що виникають під час експлуатації електричних установок, сусідніх радіолокаційних станцій (радіолокаторів), інших радіолокаційних або радіотехнічних засобів.
Пасивні радіолокаційні перешкоди — місцеві земні чи атмосферні об'єкти (купчасті або грозові хмари, туман, дощ, сніг тощо), від яких можуть відбиватись сигнали радіолокаторів. Пасивні перешкоди поділяються на поверхнево-розподілені та об'ємно-розподілені. Окрім маскувального ефекту пасивні перешкоди можуть відчутно послаблювати чи спотворювати сигнал внаслідок відбиття або поглинання радіохвиль.
До активних штучних радіолокаційних перешкод, створюваних спеціальними радіопередавачами, вдаються у військовій справі. Ці перешкоди поділяють на: безперервні, які є незгасними електромагнітними коливаннями, та імпульсні, або переривчасті; загороджувальні та прицільні. Імпульсні радіолокаційні перешкоди бувають синхронні та несинхронні. Спектр випромінюваного сигналу безперервних або імпульсних загороджувальних радіолокаційних перешкод ширший, ніж смуга пропускання частот приймача радіолокатора, дію якого мають утруднити або порушити. Такими радіолокаційними перешкодами придушують дію кількох радіолокаторів, які експлуатуються в одному діапазоні частот. Спектр випромінюваного сигналу безперервних або імпульсних прицільних радіолокаційних перешкод співмірний зі смугою пропускання частот приймача радіолокатора, що пов'язане з необхідністю точно настроюватись на опорну частоту цього приймача. Частота повторення випромінюваних сигналів імпульсних синхронних радіолокаційних перешкод дорівнює або кратна частоті повторення сигналів радіолокатора, а частота повторення сигналів імпульсних несинхронних радіолокаційних перешкод перебуває у довільному співвідношенні з частотою повторення сигналів радіолокатора.
Ефективність застосування активних штучних радіолокаційних перешкод визначається достовірністю даних про радіолокатор: його опорну частоту, частоту повторення випромінюваного сигналу, тривалість електроімпульсу. Щоб дістати такі відомості, використовують пошукові радіоприймачі, радіоприймачі визначення технічних параметрів радіолокатора, розвідувальні пеленгатори. Радіоприймачі встановлюють майже завжди на рухомих засобах. Вони попереджають про потрапляння цих засобів у зону опромінювання радіохвилями. Пасивні штучні радіолокаційні перешкоди створюють найчастіше дипольними (наприклад, у вигляді стрічок чи голок) або іншого типу відбивачами радіохвиль. Дипольні відбивачі розсіюють радіохвилі у повітрі. За допомогою пасивних радіолокаційних перешкод маскують об'єкти, дезорієнтують щодо їх дійсного положення. Набувають поширення відбивачі з мініатюрними передавачами перешкод.